# Xavier de Rosnay
Ne doit pas être confondu avec Louis Étienne Dulong de Rosnay.
Pour les articles homonymes, voir de Rosnay.
 (avril 2009).
Si vous disposez d'ouvrages ou d'articles de référence ou si vous connaissez des sites web de qualité traitant du thème abordé ici, merci de compléter l'article en donnant les références utiles à sa vérifiabilité et en les liant à la section « Notes et références ».
Xavier Dulong de Rosnay, né le 2 juillet 1982 à Brou-sur-Chantereine (Seine-et-Marne), est l'un des deux membres du duo de musique électronique français Justice avec Gaspard Augé.

## Biographie
Sa mère a émigré du Vietnam en France. C'est un ancien élève de l'EPSAA et de l'École Estienne. En 2010, Xavier de Rosnay produit le groupe Jamaica (ex-Poney Poney). En 2021, il est débouté de sa plainte pour contrefaçon contre Justin Bieber.

### Albums Studio
- 2007 : † (Cross)
- 2011 : Audio, Video, Disco.
- 2016 : Woman
- 2024 : Hyperdrama

### Albums Live
- 2008 : A Cross The Universe (album accompagné du film live de Romain Gavras)
- 2013 : Access All Arenas
- 2018 : Woman Worldwide